# Бек, Андреас (теннисист)
Андреас Бек (нем. Andreas Beck; родился 5 февраля 1986 года в Вайнгартене, ФРГ) — немецкий профессиональный теннисист.

## Общая информация
Отца Андреаса зовут Бернд, маму — Беатрикс. У него также есть старшая сестра Аня, работающая психотерапевтом.
Помимо тенниса увлекается хоккеем и гольфом.

## Спортивная карьера
В теннис Бека привёл дедушка, когда Андреасу было 4 года. Свои первые матчи в профессиональных турнирах Андреас провёл в 2002 году, а с начала следующего сезона уже регулярно выступал в турнирах уровня ITF Futures и ATP Challenger. В конце 2003 года в Валпово (Хорватия) он выиграл свой первый «фьючерс» в парном разряде, а в 2004 году в Алфен-ан-ден-Рейне (Нидерланды) впервые добился аналогичного успеха в одиночном разряде.
В 2006 году Бек завоевал свой первый титул в «челленджерах». Это случилось в Сараево, и после этой победы он вошёл в число 200 ведущих теннисистов мира в одиночном разряде, но задержаться там до конца сезона не сумел. Вновь вернуться во вторую сотню ему помогла серия успешных выступлений в начале 2008 года. В том же году он дебютировал в основной сетке Уимблдонского турнира, куда попал через квалификационный отбор, но в первом же круге встретился со второй ракеткой мира Рафаэлем Надалем и проиграл в трёх сетах. На Открытом чемпионате США он дошёл до второго круга, где его остановил Давид Феррер, на тот момент четвёртый в мире. К концу сезона Бек уже вплотную приблизился к первой сотне рейтинга.
В начале 2009 года Бек вышел во второй круг Открытого чемпионата Австралии, что позволило ему подняться в первую сотню в рейтинге. В апреле в Монте-Карло он впервые победил игрока из первой десятки, нанеся во втором круге поражение седьмой ракетке мира Жилю Симону. На этом турнире он дошёл до четвертьфинала, а в июле в Гштаде, занимая в рейтинге 51-е место, вышел в финал, но неожиданно проиграл находящемуся на 62 позиции ниже Томасу Белуччи. В парном разряде он также добился в этом сезоне наиболее значительного успеха за всю карьеру, выйдя в финал турнира АТР в Халле, где его партнёром был швейцарец Марко Кьюдинелли. Помимо этого, он дебютировал в составе сборной Германии, но проиграл испанцам обе своих встречи в четвертьфинальном матче Кубка Дэвиса.
В 2010 году Бек получил в начале сезона травму, из-за чего сначала вынужден был пропустить значительный отрезок сезона, а затем длительное время пребывал в нелучших игровых кондициях. В итоге он закончил сезон в середине второй сотни в одиночном разряде и в третьей сотне в парном, и наиболее значительных успехов добился в составе команды Германии. Вначале он выиграл два из четырёх своих матчей в командном Кубке мира, в том числе у Поля-Анри Матье, а осенью помог сборной сохранить место в Мировой группе, выиграв обе своих встречи в стыковом матче с командой ЮАР. Вскоре, впрочем, была получена очередная травма, выведшая Бека из строя до конца сезона.
В январе 2011 года, в ходе зальной европейской серии, немец возвращается в тур. Постепенно набирая форму, Андреас к маю подбирается к границе первой сотни, отметившись несколькими полуфиналами на соревновании категории ATP Challenger в одиночном разряде и выиграв один подобный парный турнир (альянс с Ивом Аллегро принёс титул в Казани). В начале мая Бек, вместе с соотечественником Кристофером Касом доходит до своего второго финала турнира базовой серии ATP: в Мюнхене немцы переигрывают в первом круге первых сеянных — Михала Мертиняка и Уэсли Муди, затем уверенно проходят ещё двух соперников, но в борьбе за титул уступают Симоне Болелли и Орасио Себальосу.
Перед квалификацией Roland Garros Андреас взял паузу на несколько недель, восстанавливая физическую готовность. Перерыв дал определённый эффект — Андреас не без везения добрался до основы, где проиграл восьмому сеянному Юргену Мельцеру. Месяц спустя на Уимблдоне он уже проходит квалификацию без чьей-либо помощи, но там его в первом же круге вновь ждёт действующий игрок Top10: у Энди Роддика также не удаётся взять ни сета. До конца сезона немец сосредотачивается на «челленджерах» и регулярно доходя до решающих стадий на подобных соревнованиях постепенно возвращается в первую сотню рейтинга. В ноябре он играет на первом в истории Итоговом турнире в рамках этой серии, где выигрывает все матчи в группе, но уступает в полуфинале соотечественнику Седрику-Марселю Штебе, который затем выиграет турнир. Следующий сезон должен был уйти на укрепление позиций в первой сотне, но вновь дали знать проблемы со здоровьем: в январе из-за проблем со спиной пришлось сняться с Australian Open, в дальнейшем эти боли удалось минимизировать, но в апреле, на турнире в Барселоне, проблемы вновь усилились и Андреас взял паузу в играх до конца сезона, дабы полностью восстановится.
Вернувшись в тур в январе 2013 года Бек почти полностью потерял весь свой рейтинг, упав в девятую сотню классификации. Постепенно немец, впрочем смог справиться и с этим: локальные выигранные матчи на «фьючерсах» и «челленджерах» постепенно поднимают его в обеих классификациях, позволяя к концу года вернуться в Top200 в одиночном разряде и выиграть пару титулов на «челленджерах» в паре. Тактика при построении календаря не меняется и через год, благодаря чему Андреас не очень быстро, но стабильно поднимается в одиночном рейтинге, регулярно мелькая на поздних стадиях третьестепенных европейских турниров.

## Рейтинг на конец года в одиночном разряде
- 2014 — 116
- 2013 — 186
- 2012 — 446
- 2011 — 98
- 2010 — 154
- 2009 — 39
- 2008 — 109
- 2007 — 209
- 2006 — 233
- 2005 — 286
- 2004 — 336
- 2003 — 719

## Выступления на турнирах

### Финалы турниров ATP в одиночном разряде (1)

#### Поражения (1)
| Титулы                     |
| -------------------------- |
| Турниры Большого Шлема (0) |
| Финал Мирового тура (0)    |
| ATP Masters 1000 (0)       |
| ATP 500 (0)                |
| ATP 250 (0)                |

| Титулы по покрытиям | Титулы по месту проведения матчей турнира |
| ------------------- | ----------------------------------------- |
| Хард (0)            | Зал (0)                                   |
| Грунт (0)           | Зал (0)                                   |
| Трава (0)           | Открытый воздух (0)                       |
| Ковёр (0)           | Открытый воздух (0)                       |

| №  | Дата           | Турнир            | Покрытие | Соперник в финале | Счёт       |
| 1. | 2 августа 2009 | Гштаад, Швейцария | Грунт    | Томас Беллуччи    | 4-6 6-7(2) |

### Финалы челленджеров и фьючерсов в одиночном разряде (26)

#### Победы (12)
| Титулы            |
| Челленджеры (5+3) |
| Фьючерсы (7+2)    |

| Титулы по покрытиям | Титулы по месту проведения матчей турнира |
| ------------------- | ----------------------------------------- |
| Хард (5)            | Зал (5)                                   |
| Грунт (6+4)         | Зал (5)                                   |
| Трава (0)           | Открытый воздух (7+4)                     |
| Ковёр (1)           | Открытый воздух (7+4)                     |

| №   | Дата            | Турнир                        | Покрытие | Соперник в финале   | Счёт              |
| 1.  | 23 августа 2004 | Алфен-ан-ден-Рейн, Нидерланды | Грунт    | Штефан Ваутерс      | 7-6(1) 6-2        |
| 2.  | 3 июля 2005     | Трир, Германия                | Грунт    | Тристан Меньян      | 6-3 6-0           |
| 3.  | 19 марта 2006   | Сараево, Босния и Герцеговина | Хард(i)  | Андреас Винчигуэрра | 2-6 7-6(1) 7-6(6) |
| 4.  | 8 апреля 2007   | Бат, Великобритания           | Хард(i)  | Томас Ожер          | 7-5 6-4           |
| 5.  | 1 июля 2007     | Трир, Германия                | Грунт    | Ладислав Храмоста   | 6-2 6-4           |
| 6.  | 4 августа 2007  | Фельдкирх, Австрия            | Грунт    | Антонио Веич        | 6-4 6-4           |
| 7.  | 26 августа 2007 | Вальштедт, Германия           | Грунт    | Юлиан Райстер       | 5-7 6-2 6-2       |
| 8.  | 23 марта 2008   | Сараево, Босния и Герцеговина | Хард(i)  | Александр Пейя      | 6-3 7-6(8)        |
| 9.  | 11 мая 2008     | Дрезден, Германия             | Грунт    | Чон Ун Сон          | 2-6 6-3 7-5       |
| 10. | 29 марта 2009   | Накхонратчасима, Таиланд      | Хард     | Филип Прпич         | 7-5 6-3           |
| 11. | 29 марта 2014   | Тримбах, Швейцария            | Ковёр(i) | Альбано Оливетти    | 7-6(5) 6-4        |
| 12. | 6 апреля 2014   | Сен-Бриё, Франция             | Хард(i)  | Грегуар Бюркье      | 7-5 6-3           |

#### Поражения (14)
| №   | Дата            | Турнир                  | Покрытие | Соперник в финале    | Счёт           |
| 1.  | 3 мая 2004      | Арнсберг, Германия      | Грунт    | Андис Юшка           | 4-6 1-6        |
| 2.  | 17 января 2005  | Оберхахинг, Германия    | Хард(i)  | Робин Вик            | 6-7(3) 6-4 1-6 |
| 3.  | 8 января 2006   | Нуслох, Германия        | Ковёр(i) | Тобиас Заммерер      | 4-6 3-6        |
| 4.  | 4 ноября 2007   | Ахен, Германия          | Ковёр(i) | Евгений Королёв      | 4-6 4-6        |
| 5.  | 3 февраля 2008  | Меттман, Германия       | Ковёр(i) | Симон Гройль         | 2-6 6-3 2-6    |
| 6.  | 7 сентября 2008 | Дрезден, Германия       | Грунт    | Кристоф Влиген       | 0-6 3-6        |
| 7.  | 16 ноября 2008  | Джерси, Великобритания  | Хард(i)  | Адриан Маннарино     | 6-7(4) 6-7(4)  |
| 8.  | 1 марта 2009    | Безансон, Франция       | Хард(i)  | Кристоф Влиген       | 2-6 7-6(8) 3-6 |
| 9.  | 6 февраля 2011  | Казань, Россия          | Хард(i)  | Мариус Копил         | 4-6 4-6        |
| 10. | 27 марта 2011   | Бат, Великобритания     | Хард(i)  | Дмитрий Турсунов     | 4-6 4-6        |
| 11. | 10 июля 2011    | Оберштауфен, Германия   | Грунт    | Даниэль Брандс       | 4-6 6-7(3)     |
| 12. | 4 сентября 2011 | Комо, Италия            | Грунт    | Пабло Карреньо Буста | 4-6 6-7(4)     |
| 13. | 11 мая 2014     | Экс-ан-Прованс, Франция | Грунт    | Диего Шварцман       | 7-6(4) 3-6 2-6 |
| 14. | 13 июля 2014    | Схевенинген, Нидерланды | Грунт    | Давид Гоффен         | 3-6 2-6        |

### Финалы турниров ATP в парном разряде (2)

#### Поражения (2)
| №  | Дата         | Турнир           | Покрытие | Партнёр          | Соперники в финале               | Счёт       |
| 1. | 14 июня 2009 | Халле, Германия  | Трава    | Марко Кьюдинелли | Кристофер Кас Филипп Кольшрайбер | 3-6 4-6    |
| 2. | 1 мая 2011   | Мюнхен, Германия | Грунт    | Кристофер Кас    | Симоне Болелли Орасио Себальос   | 6–7(3) 4–6 |

### Финалы челленджеров и фьючерсов в одиночном разряде (11)

#### Победы (5)
| №  | Дата            | Турнир           | Покрытие | Партнёр            | Соперники в финале                  | Счёт           |
| -- | --------------- | ---------------- | -------- | ------------------ | ----------------------------------- | -------------- |
| 1. | 17 августа 2003 | Нашице, Хорватия | Грунт    | Жослан Уанна       | Иван Черович Альберт Лонкарич       | 6-4 7-5        |
| 2. | 29 июня 2007    | Трир, Германия   | Грунт    | Марсель Циммерманн | Бенжамин Эбрагимзаде Филипп Пецшнер | Без игры       |
| 3. | 6 февраля 2011  | Казань, Россия   | Хард(i)  | Ив Аллегро         | Михаил Елгин Александр Кудрявцев    | 6-4 6-4        |
| 4. | 14 апреля 2013  | Мерсин, Турция   | Грунт    | Доминик Мефферт    | Раду Албот Александр Недовесов      | 5-7 6-3 [10-8] |
| 5. | 21 апреля 2013  | Рим, Италия      | Грунт    | Мартин Фишер       | Мартин Эммрих Рамиз Джунейд         | 7-6(2) 6-0     |

#### Поражения (6)
| №  | Дата            | Турнир                        | Покрытие | Партнёр        | Соперники в финале               | Счёт           |
| 1. | 25 апреля 2004  | Хоэнбрунн, Германия           | Грунт    | Торстен Попп   | Эдвин Кемпес Мелвин Оп дер Хейде | 5-7 4-6        |
| 2. | 17 августа 2008 | Бронкс, США                   | Хард     | Мартин Фишер   | Лукаш Длоуги Томаш Зиб           | 6-3 4-6 [9-11] |
| 3. | 13 марта 2011   | Сараево, Босния и Герцеговина | Хард(i)  | Ив Аллегро     | Джейми Дельгадо Джонатан Маррей  | 6-7(4) 2-6     |
| 4. | 27 марта 2011   | Бат, Великобритания           | Хард(i)  | Ив Аллегро     | Джейми Дельгадо Джонатан Маррей  | 3-6 4-6        |
| 5. | 11 мая 2014     | Экс-ан-Прованс, Франция       | Грунт    | Мартин Фишер   | Диего Шварцман Орасио Себальос   | 4-6 6-3 [5-10] |
| 6. | 2 ноября 2014   | Эккенталь, Германия           | Ковёр(i) | Филипп Пецшнер | Рубен Бемельманс Нильс Десейн    | 3-6 6-4 [8-10] |